# Guillaume II de Joigny
Guillaume II de Joigny (né vers 1195, † vers 1248) est comte de Joigny, en Champagne. Il est le fils de Guillaume Ier, Comte de Joigny, et de Béatrix de Sancerre, possible fille ou sœur du comte de Sancerre Guillaume Ier : voir des précisions à cet article, et.

## Biographie
En 1209, à environ 15 ans et alors qu'il vient probablement d'être émancipé par son père, il prend part à la Croisade des albigeois, en compagnie de son oncle Gaucher de Joigny, Pierre II de Courtenay, Hervé IV de Donzy et des évêques de Sens et de Chartres. Après la trahison des croisés envers Raimond-Roger Trencavel lors du siège de Carcassonne, il aurait quitté l'armée croisée.
Vers 1222, à la mort de son frère Pierre Ier de Joigny, il devient comte de Joigny. A ce moment là, il accorde aux habitants de Joigny une remise de la moitié de la mainmorte. Il offrit la remise entière en 1238 et consentira dans la charte à être excommunié en cas d'infraction.
En septembre 1235, il fait partie des seigneurs français qui adressent au pape Grégoire IX une plainte qui touche les entreprises des prélats sur la juridiction séculière.
En 1238, alors que le roi de France Saint Louis vient à Sens pour y recevoir la couronne d'épines de Jésus Christ que lui avait envoyé l'empereur de Constantinople Baudouin II, il en détache une épine qu'il donne à Guillaume de Joigny. Cette relique, appelée sainte épine par les habitants de Joigny, étaient précieusement gardée dans l'église Notre-Dame. Elle fut détruite en 1793.
En 1239, il prend la croix et effectue le voyage en terre sainte avec les ducs de Bourgogne et de Bretagne. Début 1240, il arrive à Saint-Jean-d'Acre. Ce voyage ne fut pas heureux et il est de retour chez lui en 1241,.
Certains historiens du XIXe siècle affirment qu'il a également pris part à la Septième croisade avec Saint Louis, mais il s'agit probablement de son fils Guillaume III de Joigny. Ils disent également qu'il serait mort en 1255, mais il s'agit là aussi vraisemblablement d'une erreur.

## Mariage et enfants
Vers 1230, il épouse Isabelle de Noyers, fille de Miles VI, seigneur de Noyers, et de Agnès de Brienne (fille de André de Brienne, seigneur de Ramerupt), dont il a deux enfants connus :
- Guillaume III de Joigny, qui succède à son père ;
- Béatrix de Joigny, qui épouse Jean III de Nesle, seigneur de Falvy et de La Hérelle, dont elle a deux enfants (Jean IV de Nesle-Falvy et Raoul de Nesle-Falvy)[4].

Isabelle de Noyers, une fois veuve, épousera ensuite en secondes noces vers 1248 Hugues II de Saint-Vérain, puis vers 1255 en troisièmes noces Jean III d'Arcis (fils de Guy d'Arcis et de Mahaut de Chacenay, fille d'Érard II de Chacenay).

## Sources
- Marie Henry d'Arbois de Jubainville, Histoire des Ducs et Comtes de Champagne, Paris, Durand, 1865.
- Adolphe Carlier, Notice sur les comtes de Joigny, Sens, Duchemin, 1862.
- Ambroise Challe, Histoire de la ville et du comté de Joigny, 1882 ; éd. du Bastion, 1987.